# Funció zeta de Ruelle
En matemàtiques, la funció zeta de Ruelle és una funció zeta associada a un sistema dinàmic.

## Definició
Sigui f una funció definida en una varietat M, de tal manera que el conjunt de punts fixos Fix(f n) és finit per a tot n> 1. A més fem que φ sigui una funció de M amb valors en d × d matrius complexes. La funció zeta de la primera classe és
{\displaystyle \zeta (z)=\exp \left({\sum _{m\geq 1}{\frac {z^{m}}{m}}\sum _{x\in \mathrm {Fix} (f^{m})}\mathrm {Tr} \left({\prod _{k=0}^{m-1}\phi (f^{k}(x))}\right)}\right)}

## Exemples
En el cas especial d = 1, φ = 1, tenim
{\displaystyle \zeta (z)=\exp \left({\sum _{m\geq 1}{\frac {z^{m}}{m}}\left|{\mathrm {Fix} (f^{m})}\right|}\right)}
que és la funció zeta d'Artin-Mazur.
La funció zeta d'Ihara és un exemple d'una funció zeta de Ruelle.